# MiniPCI

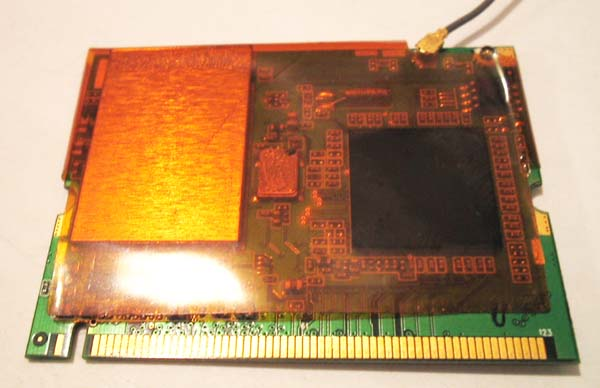
Karta MiniPCI Wi-Fi Typ IIIB

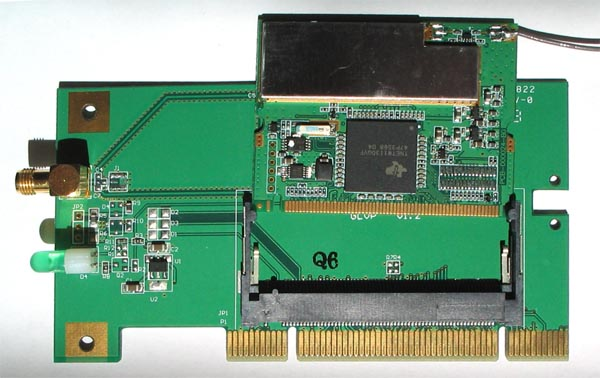
Konwerter MiniPCI Typ III na PCI

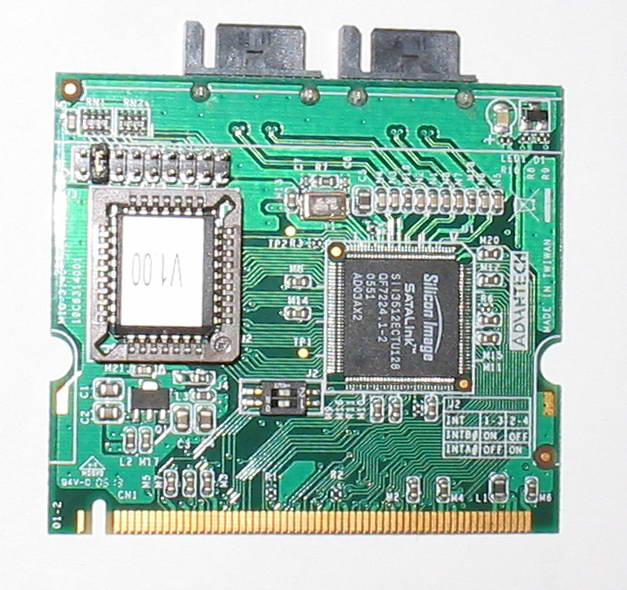
Kontroler Serial ATA na MiniPCI

MiniPCI – magistrala komunikacyjna służąca do przyłączania urządzeń do płyty głównej w komputerach przenośnych.
| Typ  | Złącze            | Wymiary               |
| ---- | ----------------- | --------------------- |
| IA   | 100-Pin Stacking  | 7.5 × 70 × 45 mm      |
| IB   | 100-Pin Stacking  | 5.5 × 70 × 45 mm      |
| IIA  | 100-Pin Stacking  | 7.5 × 70 × 45 mm      |
| IIB  | 100-Pin Stacking  | 17.44 × 78 × 45 mm    |
| IIIA | 124-Pin Card Edge | 2.4 × 59.6 × 50.95 mm |
| IIIB | 124-Pin Card Edge | 2.4 × 59.6 × 44.6 mm  |